# Emphytoecia suturella
Emphytoecia suturella là một loài bọ cánh cứng trong họ Cerambycidae.